# Terra Nova (Bahia)
Terra Nova is een gemeente in de Braziliaanse deelstaat Bahia. De gemeente telt 12.583 inwoners (schatting 2009).

## Aangrenzende gemeenten
De gemeente grenst aan Amélia Rodrigues, Catu, Conceição do Jacuípe, Santo Amaro, São Sebastião do Passé en Teodoro Sampaio.